# Runcinia depressa
Runcinia depressa es una especie de araña cangrejo del género Runcinia, familia Thomisidae. Fue descrita científicamente por Simon en 1906.

## Distribución
Esta especie se encuentra en África.

## Tratamiento taxonómico
La especie aparece registrada y publicada en Ergebnisse der mit Subvention aus der Erbschaft Treitl unternommenen zoologischen Forschungsreise Dr F. Werner’s nach dem ägyptischen Sudan und Nord-Uganda. VII. Araneida. Sitzungsberichte der Kaiserlichen Akademie der Wissenschaften, Mathematisch–naturwissenschaftliche Klasse, Wien 115: 1159–1176.